# Marconi (zone urbanistique de Rome)
Pour les articles homonymes, voir Marconi.
Marconi est une « zone urbanistique » désigné par le code 15.a du Municipio XI de Rome dans le quartier Portuense et qui compte en 2010 : 35 111 habitants.

## Localisation
Le quartier Marconi est proche du centre historique, Trastevere. Le Viale Marconi, important boulevard qui sépare le quartier en deux, est devenue l'une des zones les plus commerçantes de Rome.